# اینگو ستویر
اینگو ستویر (انگلیسی: Ingo Steuer؛ زادهٔ ۱ نوامبر ۱۹۶۶) اسکیت‌باز نمایشی اهل آلمان است.